# 三清三元宮貝殼廟
24°02′19″N 120°25′35″E / 24.038588°N 120.426286°E
三清三元宮貝殼廟，是位於臺灣彰化縣福興鄉福南村的三清廟，以大量貝殼裝飾。

## 歷史
建廟者黃奇春出身於貧農，國校讀一年就輟學，12歲起作人家的長工，16歲至鐵工場當學徒，學得製菜刀的技能，退伍後創業失敗，遂至台北賣菜。1970年代，他在福興鄉福南村秀厝公墓附近買地作熱帶魚養殖池。當時許多友人都勸誡他這塊地風水不好，但黃奇春依然與妻子黃李笑在此開墾。後來，他也於鹿港鎮開了一家水族館。
黃奇春說常搬來後常夢見一些靈異現象，有天夢見來到某仙境，一位持杖老者告訴說來此開墾，要留風水安置住在這裏的好兄弟，於是發願將蓋魚塭所剩的60多坪地立基蓋廟。他常夢見一座全是貝殼和類似地瓜的一種石頭蓋的廟，認為是三清所託。於是，他收集了唐冠螺、鐘螺、錐螺、蠑螺、寶螺、玉螺、鳳凰螺、海兔螺、法螺等貝殼，又從恆春鎮四溝里買許多沙積石來建廟。其施作是先用鐵絲固定珊瑚貝殼，然後再慢慢灌水泥，待固定後，才將鐵絲拆除，繼續疊上另一層。除了樑柱、屋頂及牆壁僱工興建外，其餘牆壁及圍牆以及廟外祀奉副神的小廟，都是他石親自動手舖面。不論是八卦門、八卦窗、小橋欄杆、迴廊牆面，都鑲滿貝殼。
附近的秀厝、福南村民看著黃奇春蓋他的「夢中廟」，起初覺得不可思議，看久了也就習慣。村民們喚黃奇春作「怪春」，多人稱他的廟為「貝殼廟」。對此，妻子始終不以為然，後嘮叨多了也就懶得勸告。
黃奇春兒子長大後也分擔養殖工作，讓父親有空蓋廟，廟遂逐漸完成。廟身呈現方形，屋頂有龍鳳呈祥式的裝飾，窗子是巨型八卦圖。空間主要分大門至前殿、殿內、龍宮隧道、熱帶魚養殖場及藝品區等部分。通往地下室的長廊兩側牆上，以貝殼拼成龍鳳。因廟地為農地和養殖地，不符土地分區編定，故無法取得寺廟登記。
1996年，經21年建造的廟大致已完成，以1997年1月下旬為大致建造完成時間。在2001年報導時說此廟已是全省有名，許多遊覽車會載著遊客到此一遊。黃奇春總以廟地僅一甲左右，緊鄰墓地，停車場和出入巷道狹小為憾，時常義務指揮大型遊覽車進出。建廟後，他仍未放棄其熱帶魚養殖工作，因此在廟旁仍可看到他的魚塭。為了展現貝殼創作藝術，廟內有各種貝殼創作鹿港天后宮的模型廟與麒麟等。廟內一個有2公尺高、3公尺長稱為「千禧貝殼龍」的龍形裝飾，為他慶祝千禧龍年而作。兒子黃棟輝則從日本、菲律賓進口高蛤扇貝、海樹、礁岩等物，用類似剪黏方式，製作成小型飾物盒，在地下室販售。
2005年《蘋果日報》同時報導了三清三元宮、富福頂山寺這兩座貝殼廟，而黃奇春依然在繼續蓋，被記者稱讚其執著是觀賞這座奇特廟宇外，更大的無形收穫。

## 圖輯

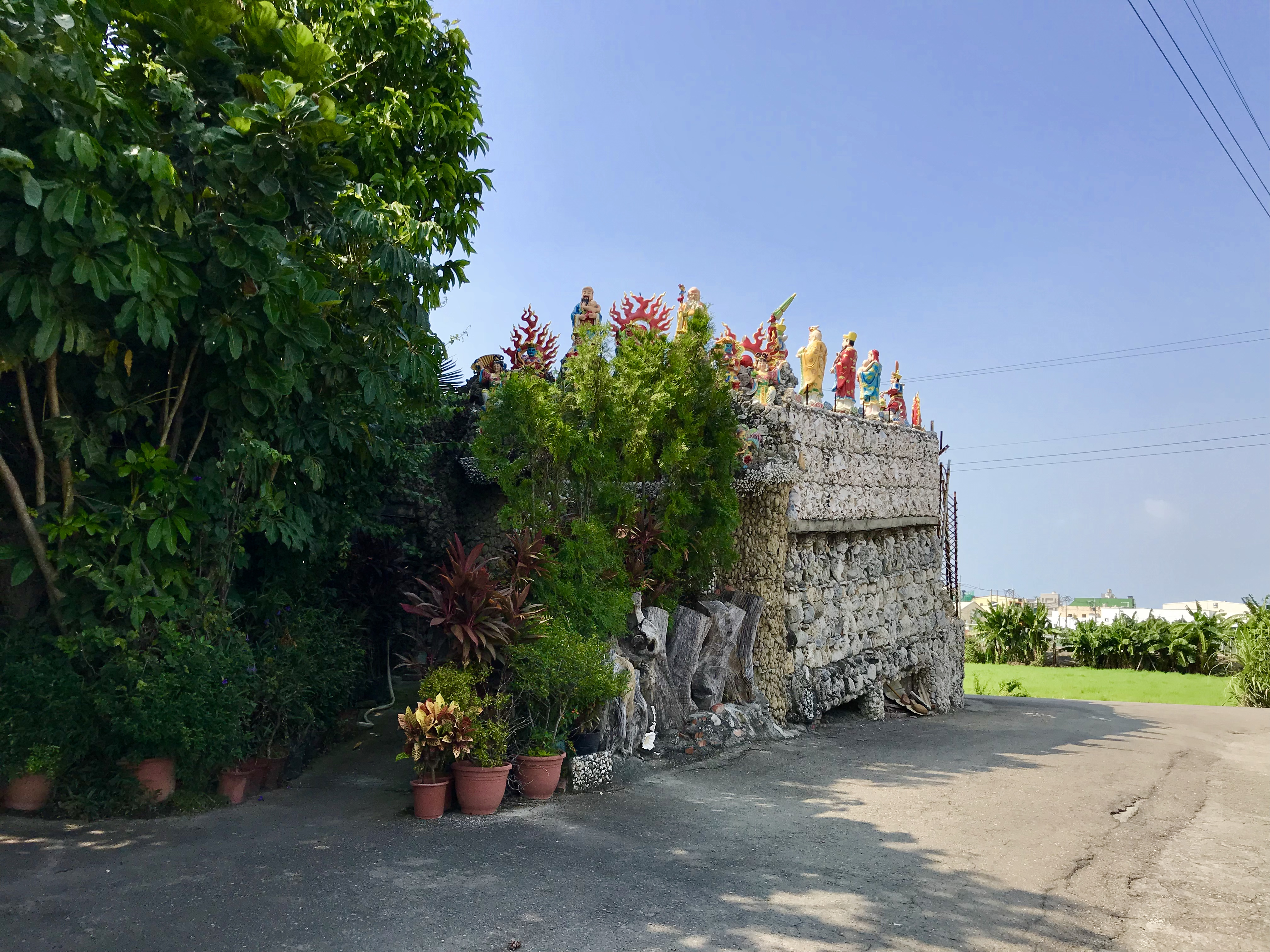
入口
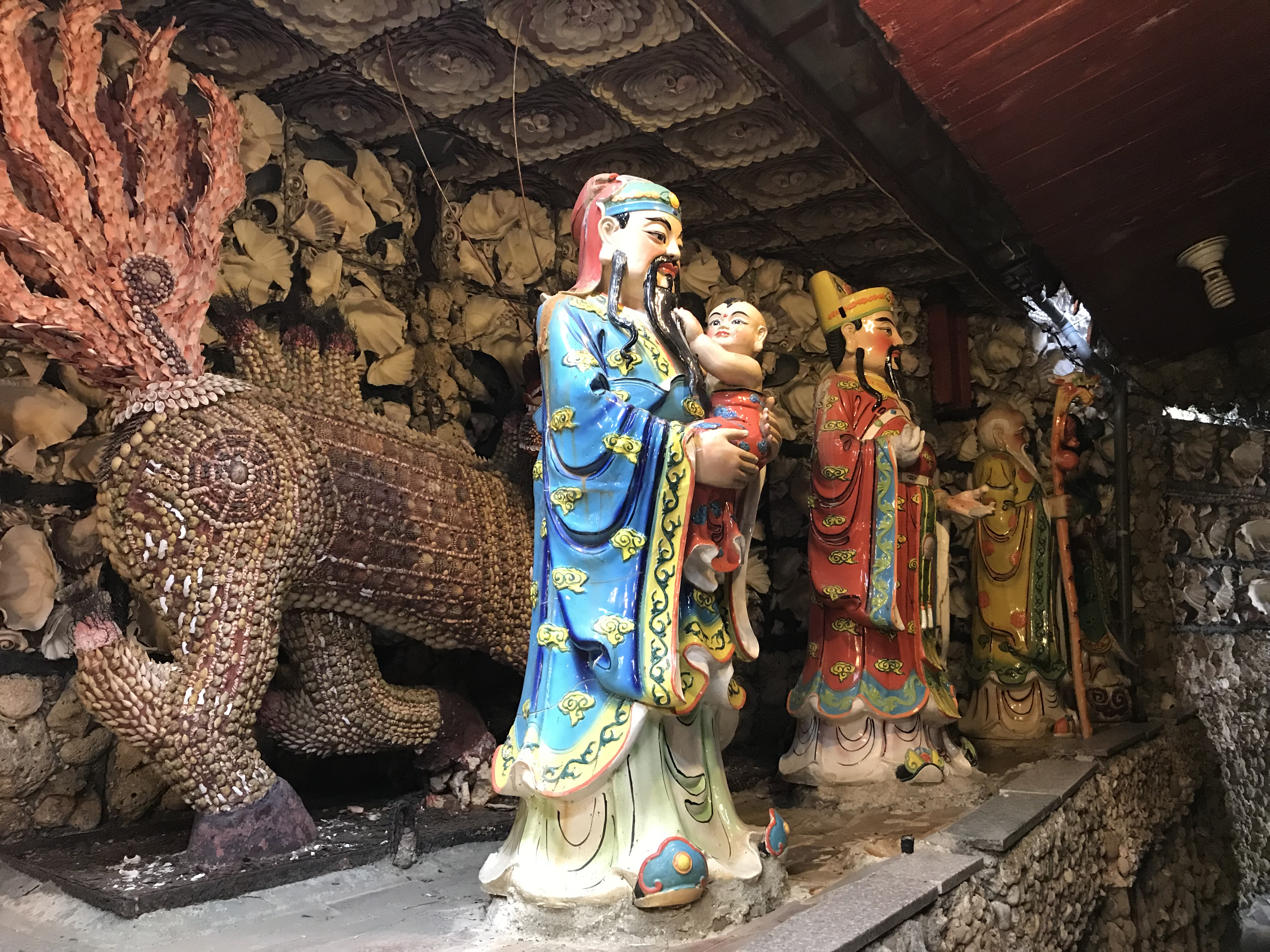
神像
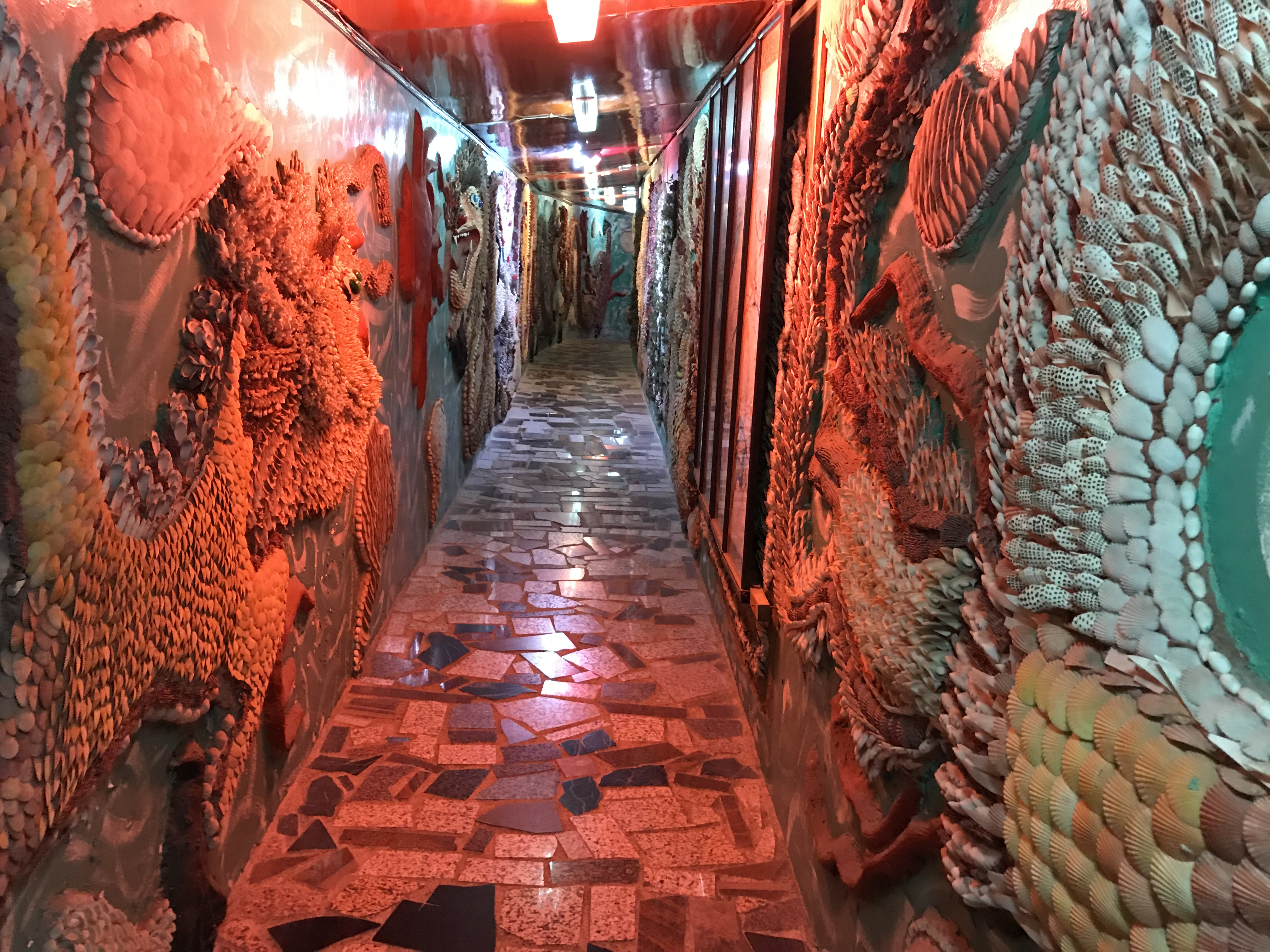
長廊
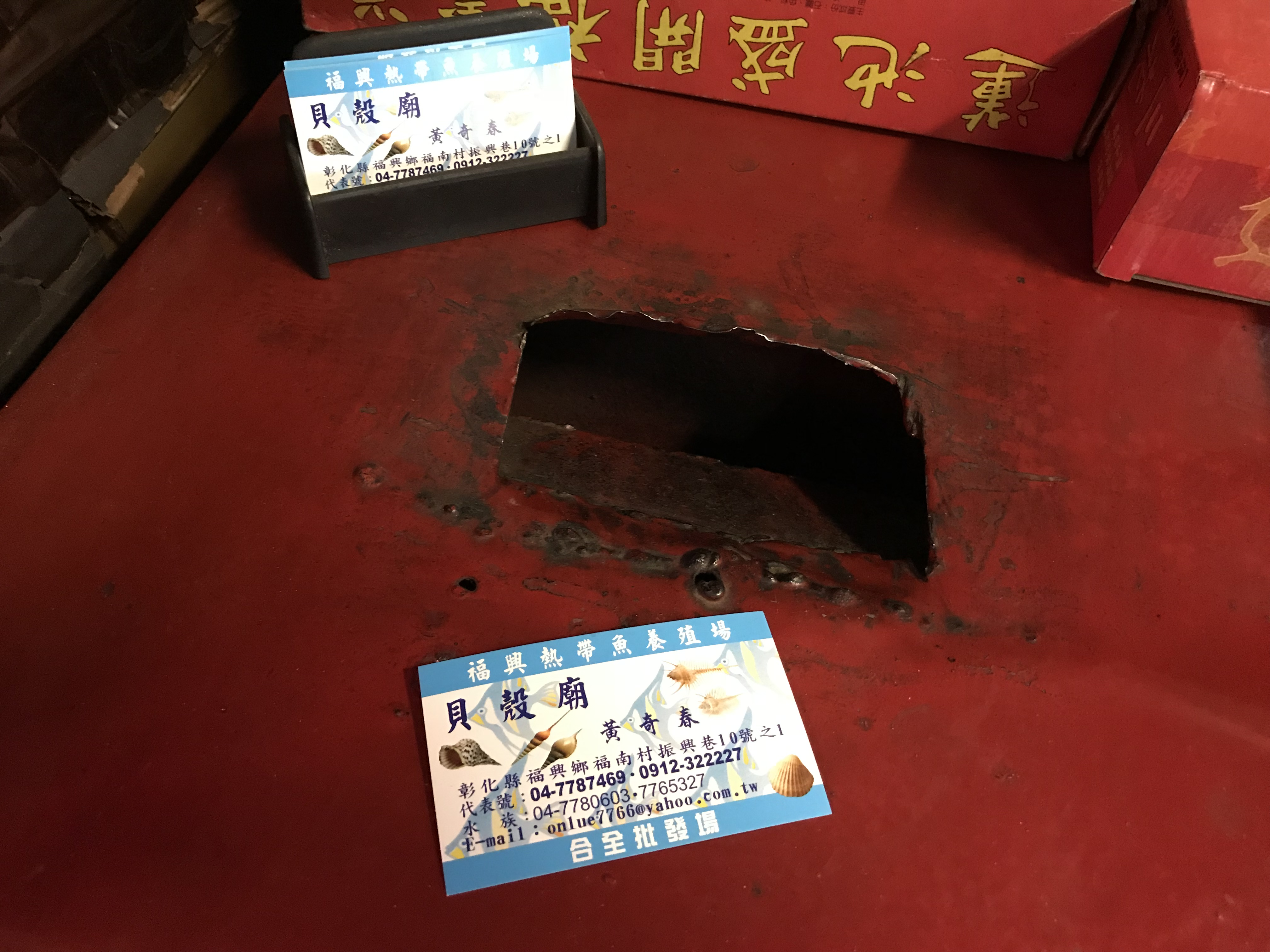
廟址是福南村振興巷10-1號。